# Pomnik Amora na Pegazie
Pomnik Amora na Pegazie (Amor auf dem Pegasus reitend) we Wrocławiu – pomnik położony w Parku Mikołaja Kopernika nad Fosą Miejską, w ciągu Promenady Staromiejskiej przy Ulicy Teatralnej. Ma on formę plenerowej rzeźby monumentalnej ustawionej na wysokim cokole. Jest on zlokalizowany na wschodnim krańcu parku, z tyłu budynku dawnego pałacu Leipzigerów. Rzeźba została wykonana w 1913 roku. Natomiast pomnik został wybudowany i odsłonięty w 1914 roku (dokładniej: odsłonięcie nastąpiło 14 VI 1914). Autorem rzeźby jest Theodor von Gosen. Początkowo dzieło wykorzystane zostało w Pawilonie Związku Artystów Śląskich na Wystawie Stulecia organizowanej w 1913 na terenach wystawowych wokół Hali Stulecia. Na miejsce, na którym znajduje się obecnie, trafiło rok później.
Zasadniczą częścią pomnika jest rzeźba odlana z brązu o wysokości około 2 m. Jest ona ustawiona na dwumetrowym, wapiennym postumencie (o przekroju poziomym prostokątnym), z cokołem i gzymsem. Sama rzeźba przedstawia dwie mityczne postacie: Amora (postać chłopca ze skrzydłami, ale bez innych typowych atrybutów amora, takich jak łuk i kołczan ze strzałami, choć prawdopodobnie wcześniej częścią rzeźby był łuk), który dosiada Pegaza, co symbolizuje związek miłości i poezji. Oczy Amora wykonane zostały z marmuru, a Pegaza z topazu.